# Teemu Aalto
Teemu Matias Aalto (* 30. März 1978 in Kokkola) ist ein ehemaliger finnischer Eishockeyspieler, der zuletzt bei Tampereen Ilves in der finnischen Liiga unter Vertrag stand.

## Karriere
Teemu Aalto begann seine Karriere als Eishockeyspieler bei Hermes Kokkola, für die er von 1996 bis 1999 in der I divisioona aktiv war. Anschließend wechselte er zu HPK Hämeenlinna, für die er die folgenden fünf Spielzeiten in der SM-liiga auf dem Eis stand und 1999, 2000 sowie 2002 jeweils den dritten Platz belegte. Zudem absolvierte der Verteidiger in der Saison 2000/01 zwei Partien für den FPS Forssa aus der zweitklassigen Mestis. Im Sommer 2004 unterschrieb Aalto erstmals einen Vertrag im europäischen Ausland, wo er sich Timrå IK anschloss, für die er die folgenden beiden Spielzeiten in der schwedischen Elitserien verbrachte. Die Saison 2005/06 beendete der Rechtsschütze zudem in der Schweiz, wo er in den Playoffs ein Mal für den SC Bern aus der Nationalliga A, sowie vier Mal für den HC Sierre-Anniviers aus der Nationalliga B auflief.
Im Anschluss daran kehrte Aalto in seine finnische Heimat zurück, wo er die folgenden beiden Spielzeiten bei Tappara Tampere unter Vertrag stand, mit dem er in der Saison 2007/08 Dritter wurde. Vor der Saison 2008/09 wurde er von Linköpings HC aus der Elitserien verpflichtet, für den er in dieser Spielzeit in allen vier Gruppenspielen der neu gegründeten Champions Hockey League auflief, jedoch punkt- und straflos blieb.
Im August 2011 kehrte er nach Finnland zurück und wurde von Kärpät Oulu verpflichtet. Für Kärpät absolvierte er 62 Partien in der SM-liiga, ehe er im Mai 2011 von Lukko Rauma unter Vertrag genommen wurde. Bei Lukko war er Assistenzkapitän und erreichte mit dem Klub 2011 den dritten Platz der finnischen Meisterschaft. Zur folgenden Spielzeit wurde er von seinem Ex-Verein Tappara Tampere verpflichtet.

## Erfolge und Auszeichnungen
- 1999 I divisioona Second All-Star-Team
- 2016 Finnischer Meister mit Tappara Tampere

## Karrierestatistik
(Legende zur Spielerstatistik: Sp oder GP = absolvierte Spiele; T oder G = erzielte Tore; V oder A = erzielte Assists; Pkt oder Pts = erzielte Scorerpunkte; SM oder PIM = erhaltene Strafminuten; +/− = Plus/Minus-Bilanz; PP = erzielte Überzahltore; SH = erzielte Unterzahltore; GW = erzielte Siegtore; 1 Play-downs/Relegation; Kursiv: Statistik nicht vollständig)